# Fläckmalva
Fläckmalva (Abutilon pictum) är en art i familjen malvaväxter från Brasilien. Arten finns numera förvildad på många håll i tropikerna. På finska heter växten Kirjoaulio. Fläckmalva är en av föräldrarna till den vanligt odlade klockmalvan (A. × hybridum).
Fläckmalvan är en buske, som i vilt tillstånd kan bli upp till 5 m hög. Bladen har 3–5 cm långa bladskaft och är gröna, 5–15 cm långa och handflikiga med 3–5, eller sällsynt 7 flikar. Bladskivan är slät eller stjärnhårig, bladkanterna är tandade till fint tandade, bladspetsen utdraget spetsig. Blommorna kommer ensamma i bladvecken på långa hängande blomskaft. 
Fodret är klocklikt, cirka 2 cm långt med fem brett lansettlika blad, med täta bruna stjärnhår. Kronan är orange till laxröd, cirka 3 cm i diameter, med nerver i purpur. Kronflikarna är omvänt äggrunda, 3–5 cm långa. Ståndarna är sammanväxta till ett 3,5 cm långt rör. Pistillgrenarna är purpur. Blommar året om.
'Thompsonii' är en sort med gulspräckliga blad.

## Odling
Härdig till något under 0 °C och odlas därför i tempererade områden i USA, där den ibland kallas Veined Indian Maple (Ådrad västindisk  lönn). Trivs i soliga till halvskuggiga lägen. Fläckmalvan är kalkskyende. Som odlad behöver den efter några år stöd, då den annars gärna lägger sig ner på marken.

### Krukodling
Som krukväxt bör fläckmalvan planteras i sandig jord med pH 5,6–6,5, som bör hållas ständigt fuktig. Kvävehaltig blomstergödning ges 1 gång/månad.
Förökas med frö eller 7–10 långa sticklingar, som lämpligen tas kring midsommar och sätts i sandblandad torv och hålls vid ca 16 °C.

## Synonymer
- Abutilon striatum G.F.Dickson ex Lindley
- Abutilon striatum f. palmatifidum Ekman
- Sida picta Gillies ex Hooker
- Sida striata (G.F.Dickson ex Lindley) D.Dietrich